# La Osa y Navas
La Osa y Navas es un despoblado español situado en el centro de la provincia de Badajoz, en el término municipal de Oliva de Mérida. Está formado por un conjunto de cortijos situados a 18 kilómetros de la capital municipal, a una altitud de 490 m s. n. m.
El despoblado se ubica al sur del término, en el entorno de la sierra de las Tomillosas. El cortijo de La Osa se ubica en el límite con Retamal de Llerena, en la carretera que une esta localidad con Puebla de la Reina. En la zona se hallan otros cortijos como El Enjambradero (Las Navas) o Peñas Blancas.
Figura como entidad singular de población en el Nomenclátor del INE y en todos los padrones del siglo XXI consta como completamente despoblado.

## Historia
Se fundó en los últimos años del siglo XVIII como un conjunto de casas de campo con capilla, siendo propiedad de José Gutiérrez, vecino de Villafranca. La capilla, que todavía se conserva, era aneja a la parroquia de Oliva. En el siglo XIX no era más que una "casa de guarda". Se estableció como un verdadero núcleo de población agrario en el siglo XX: en 1940, la Osa tenía en el Nomenclátor 122 habitantes, ascendiendo en 1960 a 228 habitantes, esta última cantidad ya referida al conjunto de "Cuarteles de la Osa y las Navas". La mejora en las comunicaciones hizo innecesario residir allí permanentemente, de manera que en el siglo XXI es una finca destinada únicamente a labores agrícolas y, finalmente, a segunda residencia.